# ABHD13
ABHD13 (англ. Abhydrolase domain containing 13) – білок, який кодується однойменним геном, розташованим у людей на 13-й хромосомі. Довжина поліпептидного ланцюга білка становить 337 амінокислот, а молекулярна маса — 38 548.
| 10         |  | 20         |  | 30         |  | 40         |  | 50         |
| ---------- |  | ---------- |  | ---------- |  | ---------- |  | ---------- |
| MEKSWMLWNF |  | VERWLIALAS |  | WSWALCRISL |  | LPLIVTFHLY |  | GGIILLLLIF |
| ISIAGILYKF |  | QDVLLYFPEQ |  | PSSSRLYVPM |  | PTGIPHENIF |  | IRTKDGIRLN |
| LILIRYTGDN |  | SPYSPTIIYF |  | HGNAGNIGHR |  | LPNALLMLVN |  | LKVNLLLVDY |
| RGYGKSEGEA |  | SEEGLYLDSE |  | AVLDYVMTRP |  | DLDKTKIFLF |  | GRSLGGAVAI |
| HLASENSHRI |  | SAIMVENTFL |  | SIPHMASTLF |  | SFFPMRYLPL |  | WCYKNKFLSY |
| RKISQCRMPS |  | LFISGLSDQL |  | IPPVMMKQLY |  | ELSPSRTKRL |  | AIFPDGTHND |
| TWQCQGYFTA |  | LEQFIKEVVK |  | SHSPEEMAKT |  | SSNVTII    |  |            |

A: Аланін

C: Цистеїн

D: Аспарагінова кислота

E: Глутамінова кислота

F: Фенілаланін

G: Гліцин

H: Гістидин

I: Ізолейцин

K: Лізин

L: Лейцин

M: Метіонін

N: Аспарагін

P: Пролін

Q: Глутамін

R: Аргінін

S: Серин

T: Треонін

V: Валін

W: Триптофан

Кодований геном білок за функцією належить до гідролаз. 
Локалізований у мембрані.